# Арылах (Мирнинский район)
Арылах (якут. Арыылаах) — село в Мирнинском районе Республики Саха (Якутия) России. Административный центр Чуонинского наслега.
Расположен в 30 километрах от города Мирного

## Историческая и географическая справка
Арылах – сельский населённый пункт, центр Чуонинского наслега Мирнинского района. Расположен в долине реки Малая Ботуобия.
Основан 1 октября 1965г.  По состоянию на 01.01.2023 г. численность постоянного населения составляла 1667 человек.
Основным предприятием наслега является  АО «Совхоз Новый» занимающийся скотоводством, коневодством, птицеводством, растениеводством. Имеются средняя общеобразовательная и музыкальная школы, Дом культуры, сельская врачебная амбулатория, учреждения торговли.
В подчинении наслежной администрации с. Арылах находится расположенный на расстоянии 35 км от него сельский населённый пункт Заря.В одном километре от с. Арылах находится летний детский лагерь отдыха «Орлёнок» АК «АЛРОСА».
В состав муниципального образования «Чуонинский наслег», Мирнинского района, Республики Саха (Якутия) входит поселок «Заря» (в соответствии с Уставом МО «Чуонинский наслег»).
Территорию сельского поселения «Чуонинский наслег» составляют исторически сложившиеся земли населенного пункта – с. Арылах и п. Заря, прилегающие к ним земли общего пользования, территории традиционного природопользования населения, рекреационные земли, земли для развития поселения. Территория сельского поселения входит в состав территории муниципального района «Мирнинский район». Общая площадь наслега – 590 310 га.

## Население
| 1989 | 2002  | 2010  | 2021  |
| ---- | ----- | ----- | ----- |
| 1600 | ↗1666 | ↘1570 | ↘1564 |

Половой состав
По данным Всероссийской переписи населения 2010 года в гендерной структуре населения мужчины составляли 48 %, женщины — соответственно 52 %.
Национальный состав
Согласно результатам переписи 2002 года, в национальной структуре населения якуты составляли 63 % из 1666 чел.

## Улицы
Уличная сеть села состоит из восьми улиц и одного переулка.
- улица Центральная
- улица Лесная
- улица Мира
- улица Набережная
- улица Озёрная
- улица Пилорама
- улица Пионерская 
- улица Тепличная
- переулок Чонский